# 科斯季里夫
51°26′56″N 32°42′28″E / 51.44889°N 32.70778°E
科斯季里夫（烏克蘭語：Костирів），是烏克蘭北部的村莊，隸屬切爾尼希夫州的科留基夫卡區。該村始建於1600年，面積0.84平方公里，海拔高度117米，2001年人口142，人口密度每平方公里169.1人。